# بوركيلكوبف
بوركيلكوبف (بالإنجليزية: Bürkelkopf)‏ هو أحد جبال سلسلة جبال الألب سامناون وجزء من القمة الأم Vesulspitze يقع في كانتون غراوبوندن، سويسرا. يبلغ ارتفاع الجبل حوالي 3033 متر، بينما يبلغ ارتفاع نتوء الجبل 229 متر.